# Daniel Garber
Pour les articles homonymes, voir Garber.
Daniel Garber, né le 11 avril 1880 à North Manchester dans l'état de l'Indiana et mort le 5 juillet 1958 à Cuttalossa (en) dans l'état de la Pennsylvanie, est un peintre impressionniste américain, spécialisé dans la peinture de paysage et membre de la colonie d'artistes de New Hope en Pennsylvanie. En plus de sa carrière de peintre, il a enseigné à la Pennsylvania Academy of the Fine Arts pendant plus de quarante ans.

## Biographie
Daniel Garber naît à North Manchester dans l'état de l'Indiana en 1880. Il étudie à la Art Academy of Cincinnati et à la Pennsylvania Academy of the Fine Arts de 1899 à 1905, où il a pour professeur le peintre Hugh Henry Breckenridge. En 1901, il monte son propre studio à Philadelphie et épouse une étudiante en art, Mary Franklin, avec qui il part à la fin de ses études en Europe pour compléter sa formation. Il séjourne à Londres, en Italie et à Paris jusqu'en 1907, avant de revenir aux États-Unis.
Sur les conseils du peintre William Langson Lathrop, il s'établit à Cuttalossa (en), un village situé en aval de la ville de Lumberville (en) dans le township de Solebury. Il devient membre de la colonie d'artistes de New Hope, un autre village proche de Cuttalossa. En 1909, il commence à enseigner à la Pennsylvania Academy of the Fine Arts, d'abord comme assistant du peintre Thomas Pollock Anshutz, puis sous sa propre direction.
Comme la plupart des peintres impressionnistes, Garber peint des paysages en plein air, en s'inspirant directement de ce que la nature lui offre. Il peint notamment à de nombreuses reprises le fleuve Delaware et les petits villages de la Pennsylvanie. En 1913, il devient membre de l'Académie américaine des beaux-arts. En 1915, il remporte une médaille d'or lors de l'exposition internationale de Panama-Pacific à San Francisco en Californie.
Il meurt à Cuttalossa (en) dans l'état de la Pennsylvanie en 1958.
Ces œuvres sont notamment visibles ou conservées au Metropolitan Museum of Art, au Smithsonian American Art Museum et à la National Gallery of Art de Washington DC, au Art Institute of Chicago, au Philadelphia Museum of Art, au Detroit Institute of Arts, au musée d'Art d'Indianapolis, au Mount Holyoke College Art Museum (en) de South Hadley, au James A. Michener Art Museum (en) de Doylestown, au Muskegon Museum of Art, au Tuscaloosa Museum of Art (en) et au Cincinnati Art Museum.

## Œuvres

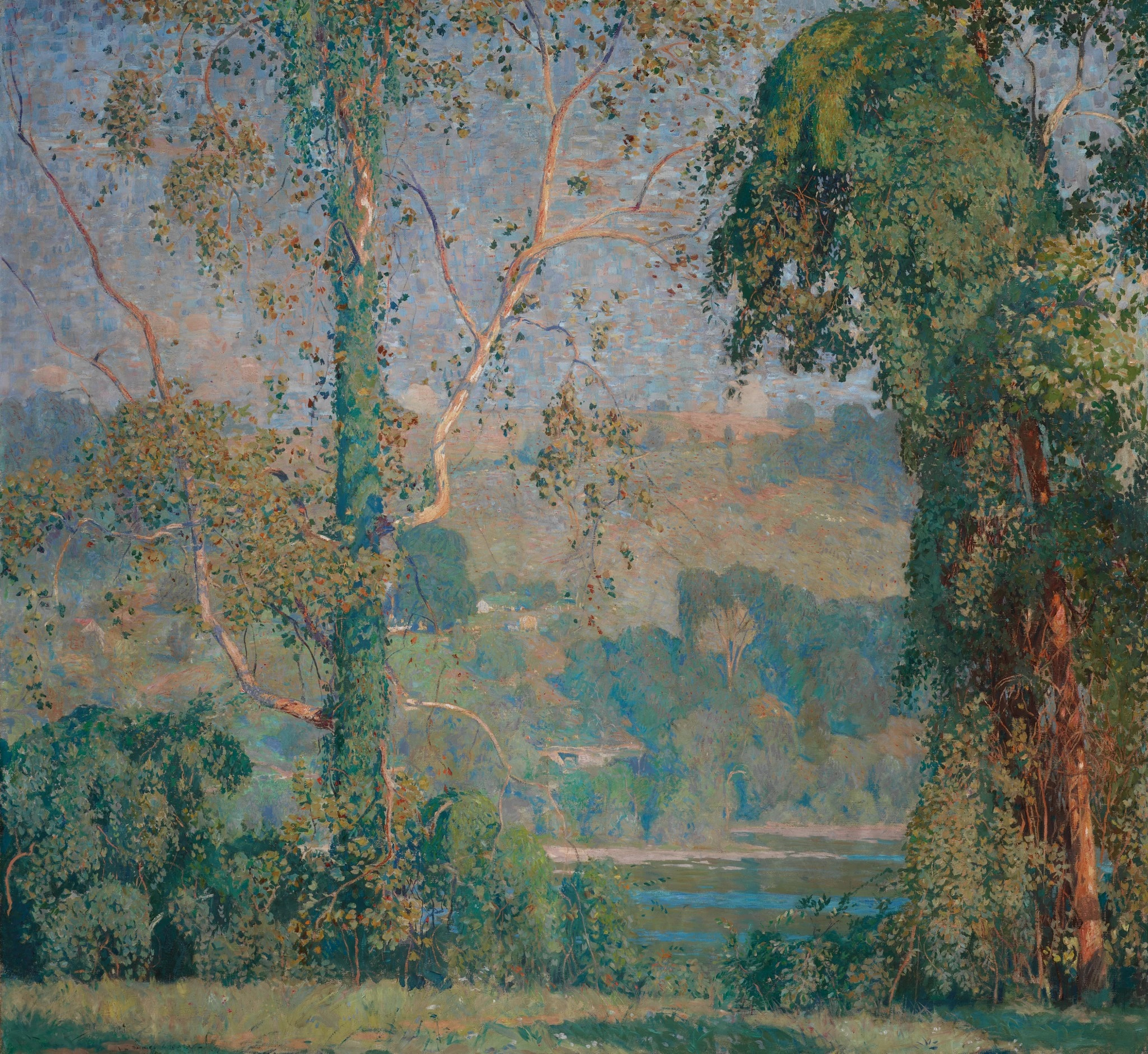
Vineclad Trees, 1916, Detroit Institute of Arts
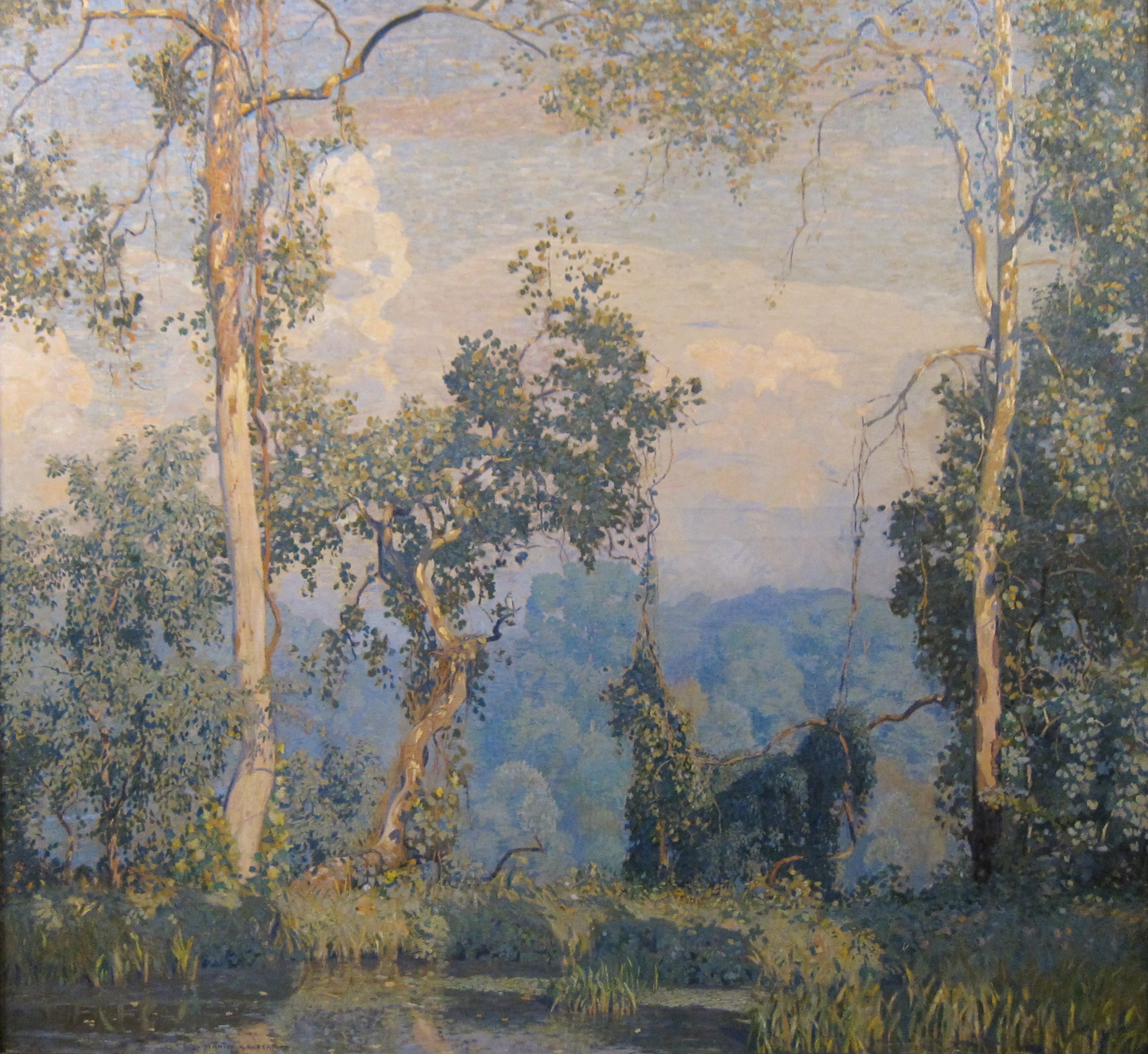
Hawk's Nest, 1917, Cincinnati Art Museum
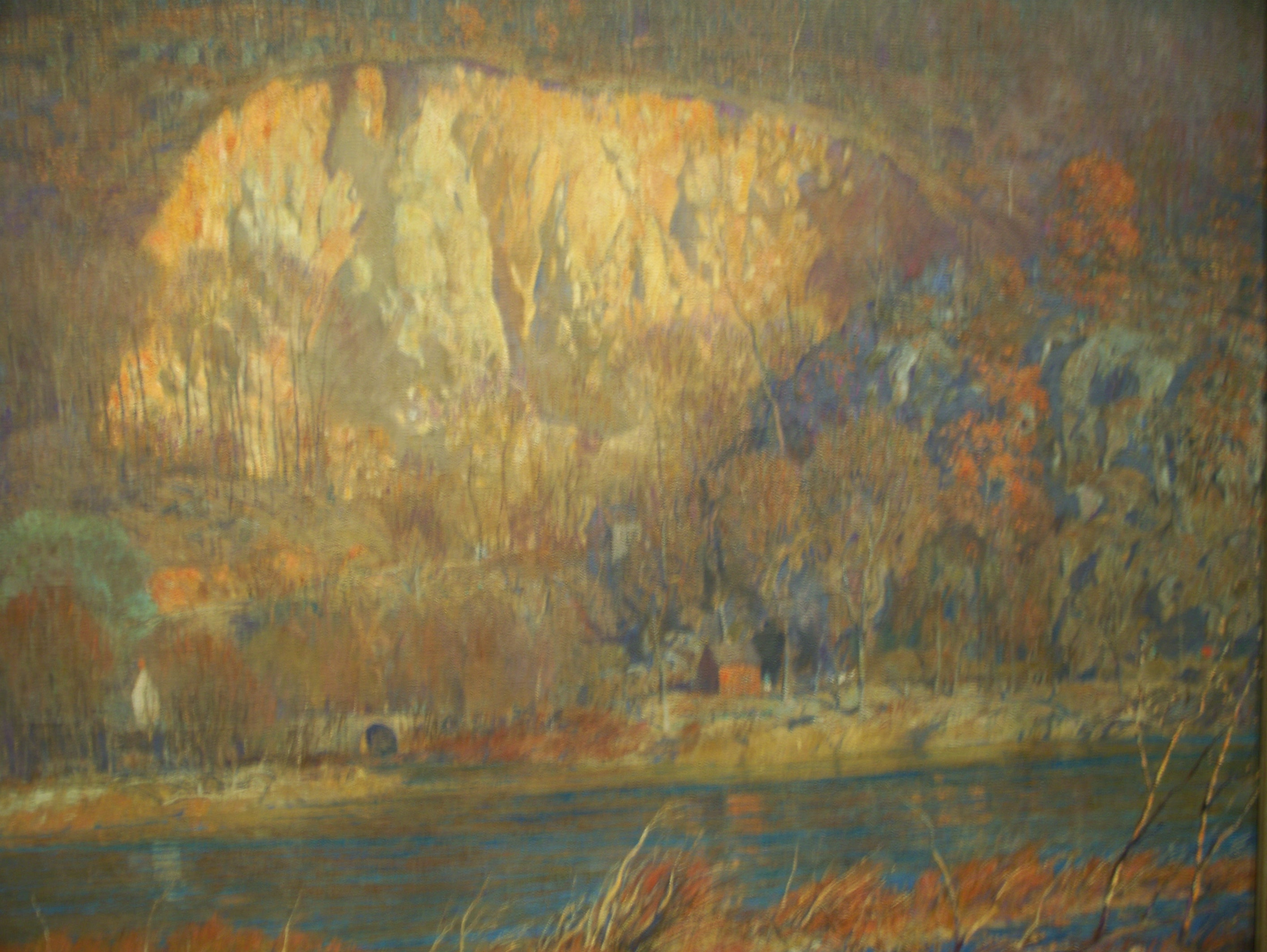
Quarry at Byram, vers 1917, musée d'Art d'Indianapolis
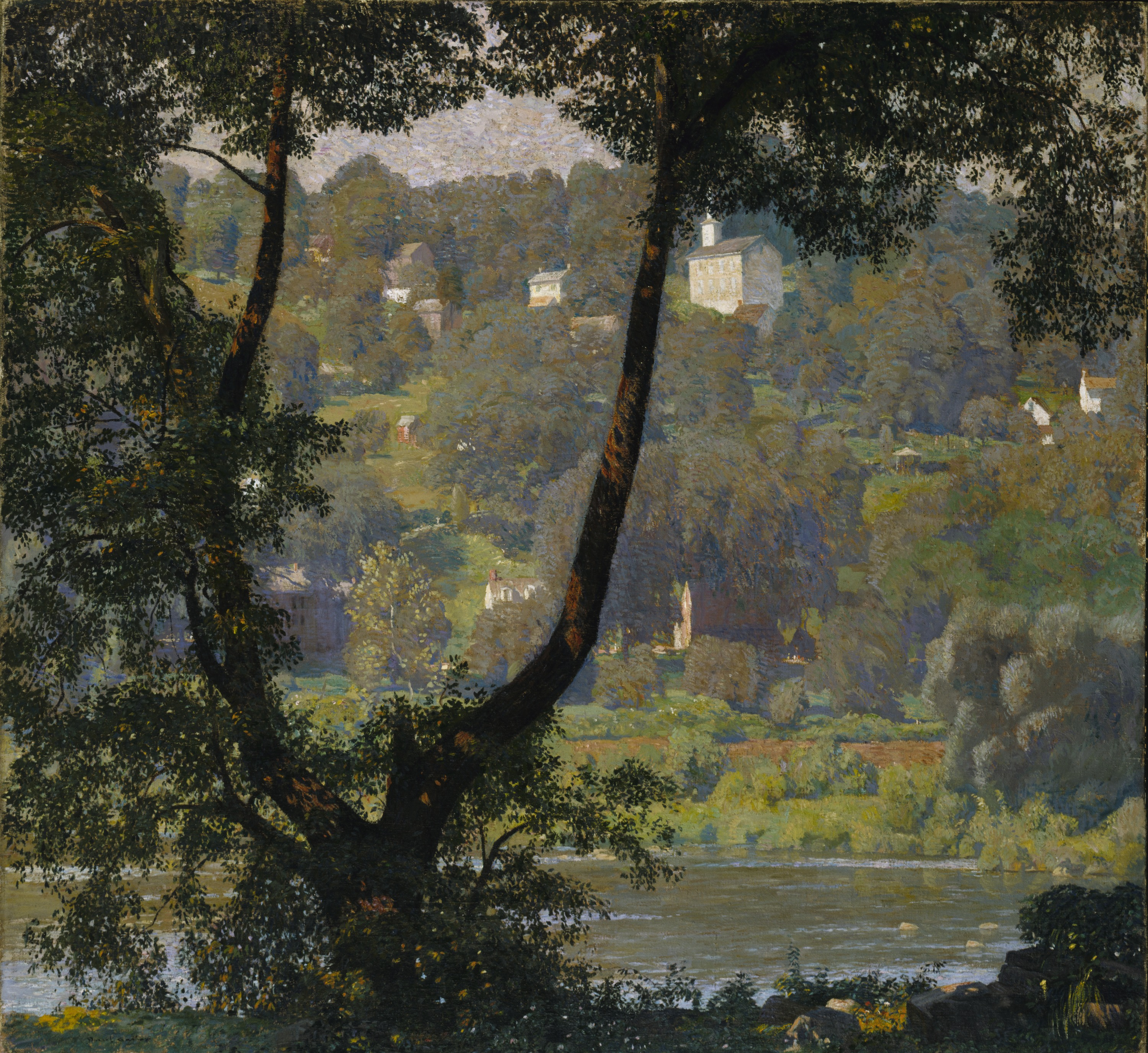
Tohickon (en), 1920, Smithsonian American Art Museum
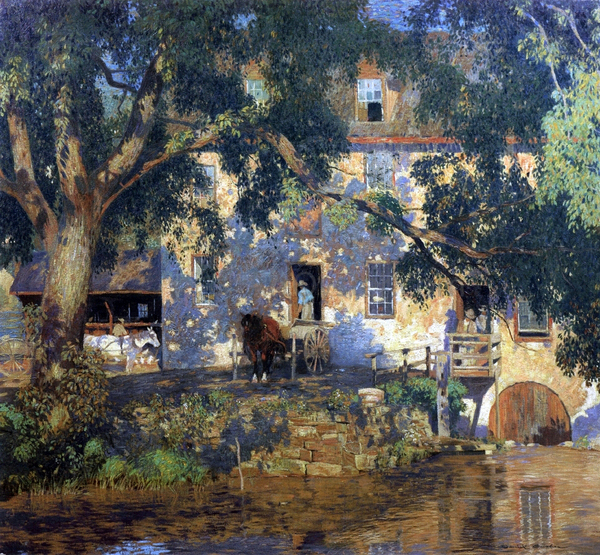
The Old Mill, 1921

## Sources
- Carol Lowrey, A Legacy of Art: Paintings and Sculptures by Artist Life Members of the National Arts Club, National Arts Club, New York, 2007.
- Margaret C. Conrads, American Paintings and Sculpture at the Sterling and Francine Clark Art Institute, Hudson Hills Press Inc, New York, 1997.
- David B. Dearinger, Painting and Sculpture in the Collection of National Academy of Design, , Hudson Hills Press Inc, New York, 2004.